# Tokimeki Memorial (videojuego)
Tokimeki Memorial (ときめきメモリアル Tokimeki Memoriaru?, lit. "Memorial de palpitaciones") es un videojuego de simulación de citas creado por Konami. Es el primer título de la serie de videojuegos Tokimeki Memorial.
Este primer juego de la serie es particularmente notable por incluir en su jugabilidad una característica que se denominó "bomba" por la cual si una chica se desatendía o no se tenían citas con ella con la suficiente frecuencia, acabaría enfadándose y chismorreando con sus amigas, reduciendo seriamente los medidores de amor de una forma generalizada. En medio del juego, cuando el número de chicas conocidas era elevado, estas "bombas" se convertían en la preocupación principal del jugador, forzando una planificación cuidadosa y estrategias como tener las citas siguiendo un orden circular. Aunque esta característica aún estuvo presente en juegos posteriores, tanto su importancia como la dificultad que implicaba se redujeron considerablemente.

## Historial de lanzamientos
El juego Tokimeki Memorial fue lanzado inicialmente para PC Engine CD (Super CD-ROM2) el 27 de mayo de 1994. Sus buenos gráficos y voces lo hicieron un éxito inesperado y fue rehecho como Tokimeki Memorial: Forever With You, que se publicó para PlayStation (1995), Sega Saturn (1996) y PC (1997), incorporando un nuevo vídeo de apertura, gráficos y sonido mejorados y nuevos minijuegos. También fue lanzado en noviembre de 1998 en China. El juego fue relanzado para la PC Engine Mini en 19 de marzo de 2020 solo en Japón.
En el año 1996, se lanzó para Super Famicom (conocido fuera de Japón como Super Nintendo) con el nombre de Tokimeki Memorial: Densetsu no Ki no Shita de, y aunque la calidad gráfica y sonora se redujo drásticamente, incluía un CD exclusivo con un radio drama y una nueva versión del tema del final, Futari no Toki, esta vez cantado por la mayoría de las chicas en vez de solo por Shiori Fujisaki (la heroína del primer juego).
En el año 1999, el juego fue relanzado para Game Boy Color en dos versiones, Tokimeki Memorial Sports Version: Kotei no Photograph y Tokimeki Memorial Culture Version: Komorebi no Melody, dividiendo 10 de los personajes entre los dos juegos y añadiendo tres nuevos personajes, Patricia McGrath, Naomi Munakata, y Kyoko Izumi. Las versiones de Game Boy Color también ofrecieron un minijuego Beatmania, compatibilidad con Super Game Boy, un modo de protector de pantalla, y un minijuego para que dos jugadores compitan entre sí (versus).
En el año 2004, exactamente en el 10.º aniversario de la publicación del juego original para PC Engine, el juego fue lanzado de nuevo para teléfonos móviles en Japón, y en el año 2006, exactamente el 10.º aniversario del título para Super Famicom, fue portado a la videoconsola portátil PSP, tratándose de una versión prácticamente idéntica a la de PlayStation. La versión de PlayStation es porteado a la Nintendo Switch titulado Tokimeki Memorial: Forever with You Emotional como una remasterización fue lanzado en el 8 de mayo de 2025.
En el año 2009, Tokimeki Memorial fue lanzado en la PlayStation Store japonesa para celebrar el 15.º aniversario de la franquicia (la versión del juego se basa en la versión de PlayStation).
En noviembre del año 2009 se publicó una máquina tragaperras (pachislot) de Tokimeki Memorial.

## Curiosidades
- En la escena final de Paro Wars tienen unos temas de la epílogos de Tokimeki Memorial como Confession y Reminiscence fueron homenajeados como Monologue y Peace has Returned for Future and All!
- En el episodio 13 de Game Center CX, la versión de PlayStation Tokimeki Memorial, Shinya Arino, se puede completar el juego.
- En el capítulo 5 del manga Kimi to Pico-Pico: Heartbeat Memories, Fujikawa Kaoru fue basada a Shiori Fujisaki, también el primer juego del mismo nombre.